# Плоске (Самбірський район)

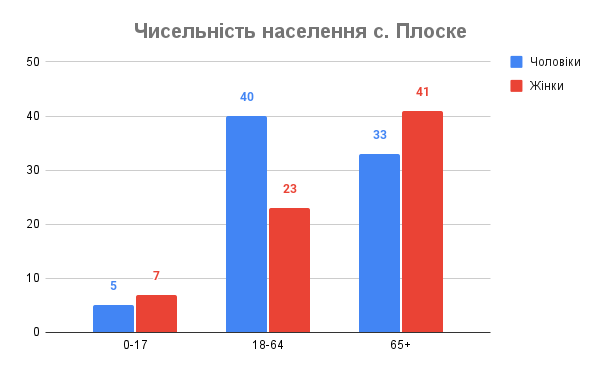
Чисельність населення с. Плоске, 2021

Пло́ске (пол. Płoskie) — село в Україні, у Самбірському районі Львівської області. Населення становить 149 осіб (станом на 2023 - 75). Орган місцевого самоврядування — Стрілківська сільська рада. 

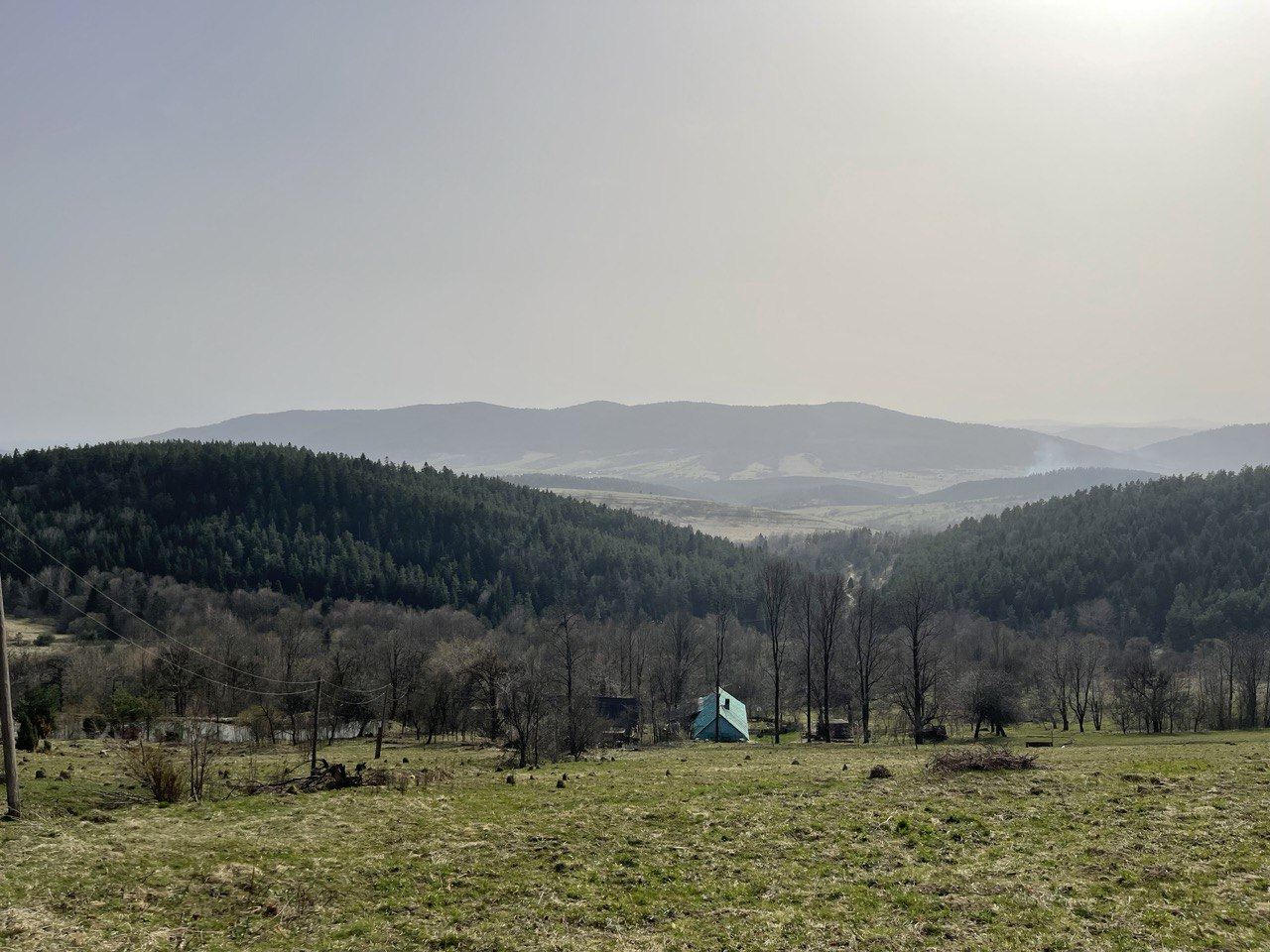
Хутір Ворьовий (село Плоске). Хата. Вид на гору Маґура-Лімнянська. Світлина з проекту БойкоМандри, 2024.

Плоске розташоване на південних схилах хребта Орового (в народі - Ворьового, Верхньодністровські Бескиди), в басейні Дністра за 37 км на північний захід від Старого Самбора.   
Село складається з двох частин: Плоске і присілок (хутір) за назвою "Під Оровим" ("Ворьовий"), який, ймовірно, є найвисотнішим хутором на Старосамбірщині.  

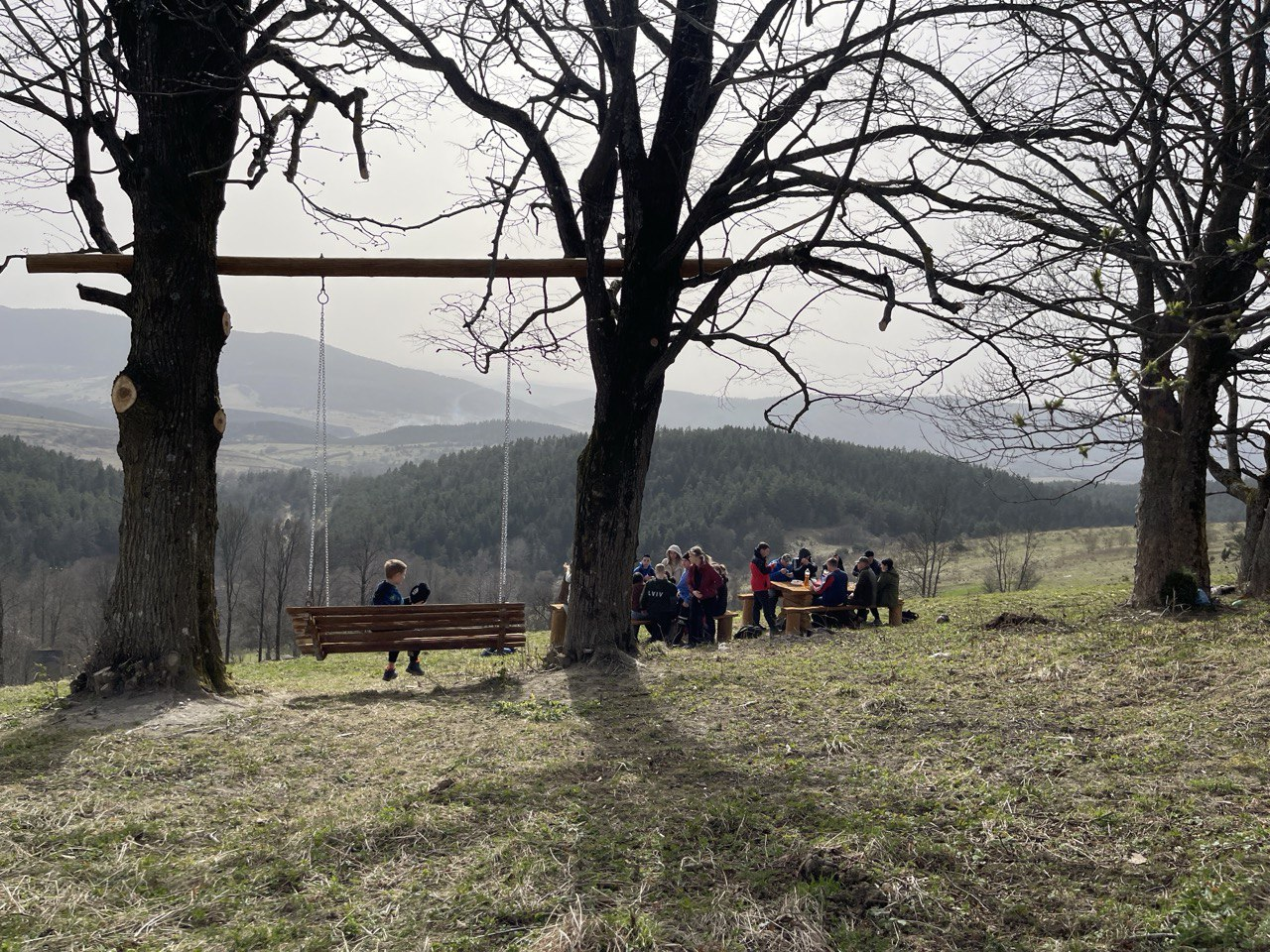
Хутір Ворьовий (село Плоске). Кемпінг "БойкоМандри" з гірською гойдалкою. 2024

У сучасних межах село Плоске має загальну площу 135 га.
Село тягнеться з півдня на північ між горами вздовж невеликої річки Плоске — лівої притоки Мшанки, що є притокою Дністра. Потік Плоске збирає води із західної половини села. Води зі східної половини збирає потік Сокіл, що також є притокою Мшанки.
На північний схід від села височіє пагорб висотою 703 м, а на південь пагорб Чертені до 626 м.

## Історія

### Королівство Польське таВелике князівство Литовське, Руське і Жемайтійське(1385—1569)
Село було засноване на сирому корені на волоському праві 1526 р. У зведенні документів (рукопис Бібліотеки Оссолінських № 2837) читаємо на с. 64: "1529. Samboriae. Facultas Mgfci Odrowąż, locandi villam, appellandam Płoski circa rivulum dict. Płoski, cadentem in fluvium, dictum Mszaniec, inter villam Hołowiecki et villam Mszaniec usque ad granicies villae Livina t. j. Lenina data. In qua ad scultetiam unam integram aream, secundum emen surationem, aliorum scultetorum dimensurandam, cum tertia parte dationum, cum facultate in fluvio Ploski extruendi molendinum, cum taberna, ac eorum omnium emolumentis, cum duobus diebus, quotannis de subditis laboratilibus, scilicet arationis, et falcastrationis, cum tortis ac aliis utilitatibus dat. Ratione quorum Sculteti pro tempore existentes, unam sexagenam pecuniae dare et expeditionem bellicam subire obligantur. Quam Bona regina approbavit Varsaviae A. 1551. Quae utraque Sigismundus Augustus ratificavit in Crasnystaw 8 Julii A. 1558".  На сторінці 65: "1561 die 16 Julii, Vilnae. Sigismundus Augustus, Provido Ostasz per Magnfcum de Mielec Capitaneum datam facultatem, in fundo et loco superiori ejusdem villae de cruda radice unius lanei agri extirpandi, nec non molendini, Folusz dicti, extruendi, in loco inferiori ejusdem villae, in fluvio Mszaniec, nen non ut Subditi dicto Sculteto, quotannis uno die segetes colligere teneantur, salvis contributionibus et oneribus Scultetorum, ad aerarium publicum per illos praestari solitis, confirmat".

### Річ Посполита (1569-1772)
За часів Речі Посполитої належало до дібр коронних, економії Самбірської, країни липецької.
У люстрації за 1686 р. (рукопис Бібліотеки Оссолінських 1255, ст. 230) читаємо вказано, що село Плоске має 20 ланів, з них війтівський - 2,5, священника - 1, гайдуцький - 1. Далі детально розписано коли і скільки кожна з груп (священик, гайдуки тощо) сплачують податку. Є згадка і про корчму, яка "зберігається для подальшого управління від Самбірського замку".
"Посаду старости займають Базилий і Григорій Стецьковичі, Олександр і Яцентій Гузеловичі, з привілею J. Er. M. від 20.06.1680 р. і присвоєнням Genarowi Mathai Wołoski de dat. 1676."
В інвентарю за 1760 р. (рукопис Бібліотеки Оссолінських 1632, ст. 211-212) також є доволі велика згадка про село Плоске. Зокрема там вказано, що із 20 ланів, які належали селу, сінних - 4, кошених - 8, пустих - 8, в т.ч. князівських - 2,5, гайдуцьких і солтиських - 1, священика - 1. Орендна плата (чинш) в цьому селі, перерахована детально, становить 199 злотих 26 грошей. "Wójtowstwa w tej wsi posessor Jm. Pan Jerzy Łopuszański prawo non produxit, ponieważ mu go Jm. Pan Grochowski zabrał, płaci z tego wójtostwa czynszu inkorporowanego do kasy ekonomicznej co rok 170 zł."
Сільська громада скаржилася, що отець Лопушанський утримував громадський луг (łąkę gromadzką) від межі Мшанецької і не платив жодної орендної плати (чиншу).
Наступна згадка про село зустрічається в Ревізії прав і привілеїв Економії Самбірської за 1766 р. (Rewizya praw i przywilejów Ekonomii Samborskiej z r. 1766), Щомісячний додаток до Gazeta Lwow. , 1872, т. II, ст. 116.

### Австрійська імперія (1772-1867) та Австро-Угорська імперія (1867-1918)

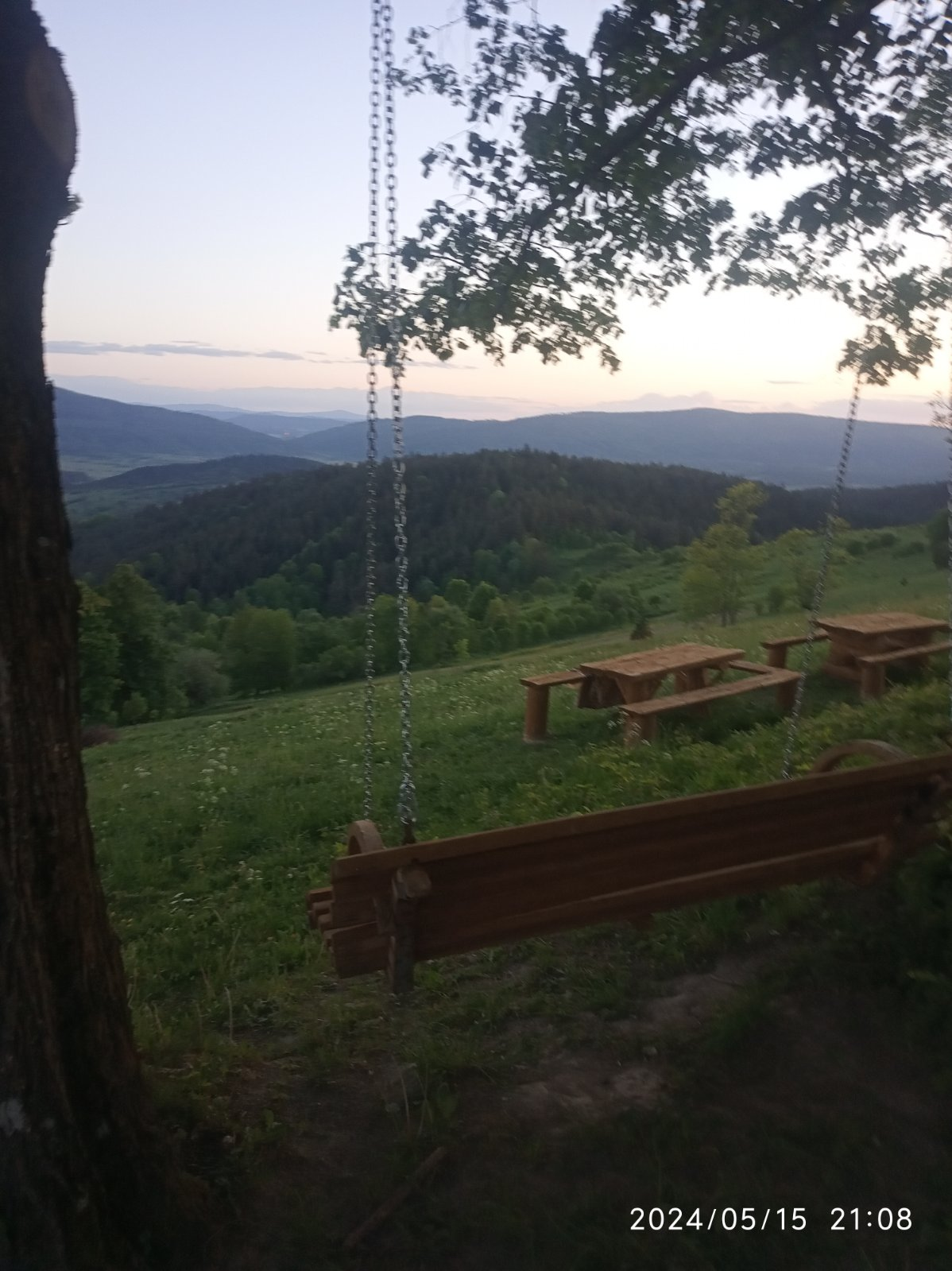
Кемпінг з гойдалкою на хуторі Ворьовий, встановлений в рамках проекту "БойкоМандри", 2024.

В часи Австро-Угорщини належало до Староміського повіту.
О. Михайло Зубрицький, парох сусіднього села Мшанець, згадував про конфлікт між звичайними жителями села Плоске та війтами і солтисами через привілейоване становище останніх: "...в Плоскім, від коли введено вибір громадської старшини, громадяни все о те дбають, аби не вибрати війтом ґазду осїлого на війтівстві, повідають, що се буде получене зі шкодою громади". 
У "Słownik geograficzny Królestwa Polskiego i innych krajów słowiańskich, Tom VIII" за  1893 р. вказано: "Один будинок, що стоїть окремо, називається «Острів», а другий «На солтинському»". Там же вказано: "Własność mn. ma roli or. 974, łąk i ogr. 80, past. 303, lasu 158 mr." 
***
У 1926 році у Плоскім діяла школа (лише 1 клас). Церковні будинки знаходилися в поганому стані.
У 1935 р. помер місцевий парох о. Михайло Салаш, похований на місцевому кладовищі.

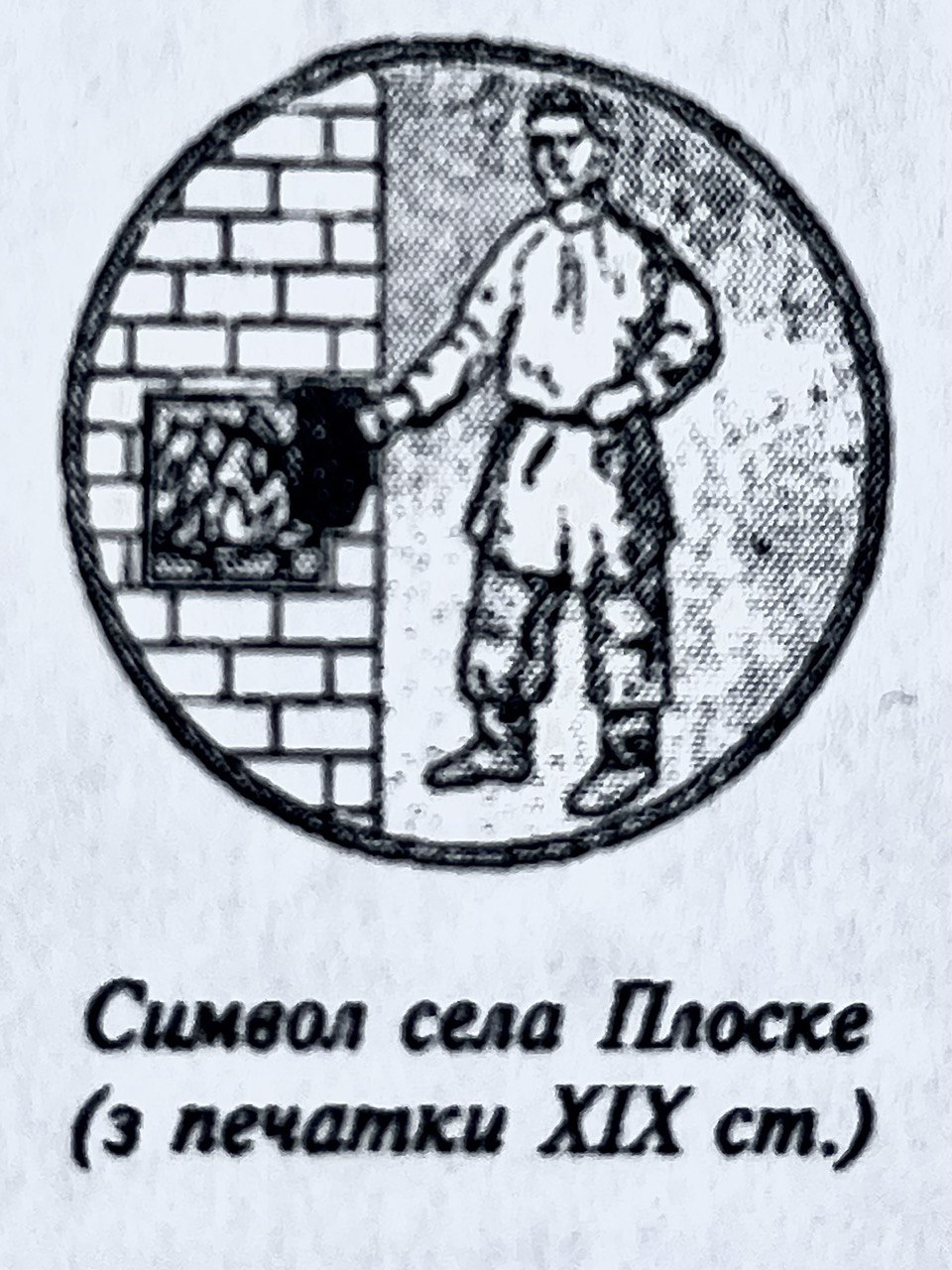
Символ села Плоске з печатки ХІХ ст.

На печатці села Плоске ХІХ ст., як символ, зображено чоловіка, який стоїть перед піччю з глечиком в руках.

### Друга світова війна та другі визвольні змагання (1939-1950-ті рр.)
У 1944 р. в селі Плоске до Великодніх свят квартирувала боївка Служби Безпеки УПА, до якої вступив Олекса Конопадський "Островерх".
8. 7. 1949 р. віст. X. і віст. В. заквартирували над с. Плоске, р-н Стрілки, куди переходили з почтою. Внаслідок всипи сексота большевики окружили згаданих повстанців. Віст. В. спав, а віст. X. стояв на стійці. Коли стійковий запримітив ворога, почав будити віст. В., та в тім моменті впала ворожа черга, від якої гине віст. X. Віст. В. з вогнем пробивається з окруження. Наскок відбувся о 10 год. Втрати ворога 1 ранений, втрати повстанців 1 убитий. Ворожі сили 31 чоловік (п’ять кулеметів).
Згадує про село Плоске і свій бункер у цих місцях чотовий УПА Олекса Конопадський "Островерх", який тут воював у 1944 та 1947-48 рр.  
В Плоскім я мав знайомих ще з 1944 р., коли тут квартирував з сотнею "Булава". Тоді моє псевдо було Тополя. 
Також наймовірніше, що село, яке фігурує під кодовою буквою "П" у спогадах легендарного командира тактичного відтинку "Маківка" групи УПА-Захід Степана Стебельського ("Хріна"), який у тому часі теж тут воював та теж перебував у власному бункері (іншому, аніж чотовий Островерх), - це власне село Плоске.
Незвичною особливістю була Плосківська криївка-схрон, що знаходилася у Церкві Св. Арх. Михаїла в центрі села.

### Незалежність (з 1991 р. - по сьогодні)
У 1998 році в селі працював народний дім та філія центральної бібліотеки.
21.11.2018 р. на 115-ліття місцевого храму до села приїжджав єпископ-помічник Самбірсько-Дрогобицької єпархії УГКЦ Григорій (Комар).
Протягом 2019-2020 рр. місцеві жителі активно брали участь в акціях громадянської непокори з вимогою капітального ремонту дороги Стрілки-Мшанець, яка сполучає 11 сіл ("Бойківський Майдан").
Наприкінці 2020 р. село ввійшло до складу новоствореної Стрілківської територіальної громади.
У 2022 р. під час повномасштабного вторгнення росії в Україну місцеві жителі прийняли активну участь в наданні тимчасового житла для сімей ВПО. З початку війни прийняли 49 біженців.
У березні 2023 р. у селі семінаристи Львівської духовної семінарії провадили Хресну дорогу за перемогу і мир в Україні.
21.10.2023 р. студенти-першокурсники різних напрямків УКУ приїхали з ночівлею на локацію "Мшанецькі колиби" та на волонтерських засадах поприбирали 120-літнє сміття із купольної криївки-схрону у місцевій церкві Св. Арх. Михаїла.
У 2023 р. с. Плоске разом із довколишніми селами ввійшло до мережі історико-туристичних маршрутів "БойкоМандри", яка створюється за підтримки УКФ та Стрілківської територіальної громади.  Головною туристичною "родзинкою" села стала Церква Св. Арх. Михаїла УГКЦ, а особливо нестандартна купольна криївка-схрон у ній.

### Населення
У 1880 р. було 91 будинок і 464 жителі (233 чоловіки, 231 жінка): 452 - греко-католики і 12 євреїв.
У 1928 р. в Плоскому проживало 670 греко-католиків, 3 римо-католики, 16 євреїв. 
У 1998 р. в Плоскому проживала 221 особа. Всі - вірні УГКЦ.
У 2001 р. населення становило 205 осіб. 
Станом на 2022 р. — 121 особа (де-факто - 75 осіб).

## Церква Святого Архистратига Михаїла УГКЦ

### Перша храмова будівля (XVI ст.)
Королева Бона 15 жовтня 1546 року надала парохію священику Матвію. Фундаційний документ на церкву ("ерекційний акт"), підписаний королевою Боною в Кракові, станом на 1893 р. зберігався у Львівській податковій прокуратурі: "Bona Dei gratia regina Poloniae etc. Quia nos volentes subditis nostris ritus ruthenici in villa Płoskie de Popone rit. ejusdem providere, eisdem nostris subditis in villa praedicta in poponem discretum Mathiam circa Sinagogam in eadem consistituendum duximus. Ei quidem Poponi pro ejus modi poponatu totam et integram Aream, cum omnibus attinentiis ad poponatum legitime spectantibus, in decem marcis pecuniae, inscribimus, ita tarnen, quia ipse Pop eandem aream, cum omni jure et libertate in pecunia praefata tenebit et possidebit, prout et alii popones Capitaneatus nostri Samboriensis suos poponatus tenent et possident. De qua quidem area dationes census et tributa quotannis solvere tenebitur, prout et alii popones eidem Capitaneatui solvere tenentur, quam quidem aream cum poponatu idom Mathias in 10 Marcis pecuniae tenebit et possidebit, ad benoplacitum nostrum. In cujus rei testimonium sigillum nostrum praesentibus est subappensum."
Люстратор 1565 р. відзначив, що “піп руський з церкви з поклоном дає в рік фльоренів 1/1”.  Також церква згадується у податковому реєстрі за 1577 рік.  
22 травня 1619 року король Зиґмунд ІІІ підтвердив привілей 1546 року та додав ще невеликі ґрунти. 

### Друга храмова будівля (1681 р.)
Про церкву у XVII ст. не вдалося віднайти жодних відомостей. Натомість про священика другої половини цього століття свідчать вкладні написи на збережених в церкві книгах. На “Євангелії” АХꙁЕ (1665) року з друкарні Михайла Сльозки у вкладному написі зазначено: “за короля Яна Казимира і єпископа Антонія Винницького і о. Григорія Площанського пресвітера і о. Петра Площанського на войтовстві року АХꙁЕ (1665)”, а на “Трифологіоні” АХѮА (1661) року львівського друку у вкладному написі згаданий о. Григорій Площанський АХОЅ (1676) року. 
Нова церква, що замінила давнішу, постала за короля Яна ІІІ Собєського і перемиського православного єпископа Інокентія Винницького (1679-1681). Шематизм 1885 року датує її конкретним роком – 1681. Однак шематизм Самбірсько-Дрогобицької єпархії УГКЦ 2014 р. наводить дані, що храм був збудований у 1696 р. на місці попереднього. У "Географічному словнику Королівства Польського" (Т.13, 1893 р.) вказано, що церква збудована між 1690 та 1696 рр. В енциклопедії "Міста і села України" вказано, що дерев'яна церква побудована у 1681 або 1690 році громадським коштом.
Візитатор жукотинського деканату, який відвідав село 1743 року, залишив короткий опис церкви: "Церква Св. арх. Михайла стародавня, з дерева збудована, якого року і ким посвячена невідомо. Вікон великих два, малих чотири. Двері одні від заходу. Іконостас цілий мальований. В коляції королівській. Має привілей від Яна Казимира з 1660 року".
Церква має записи з 1784 року.
1804 року церкву відновили, про що повідомив укладач "Специфікації" за цей рік: "Церква в Плоскім Св. арх. Михайла з дерева тесаного, стара, під дахом ґонтовим є коштом громадським репарована зараз". 
У 1828 р. та 1839-1874 рр. була матірною церквою парафії Св. арх. Михаїла (до складу парафії входила дочіря церква с. Галівка); до 1930 р. була навпаки дочірньою церквою парафії Св. арх. Михаїла с. Галівка.

### Третя храмова будівля (1903 р.)

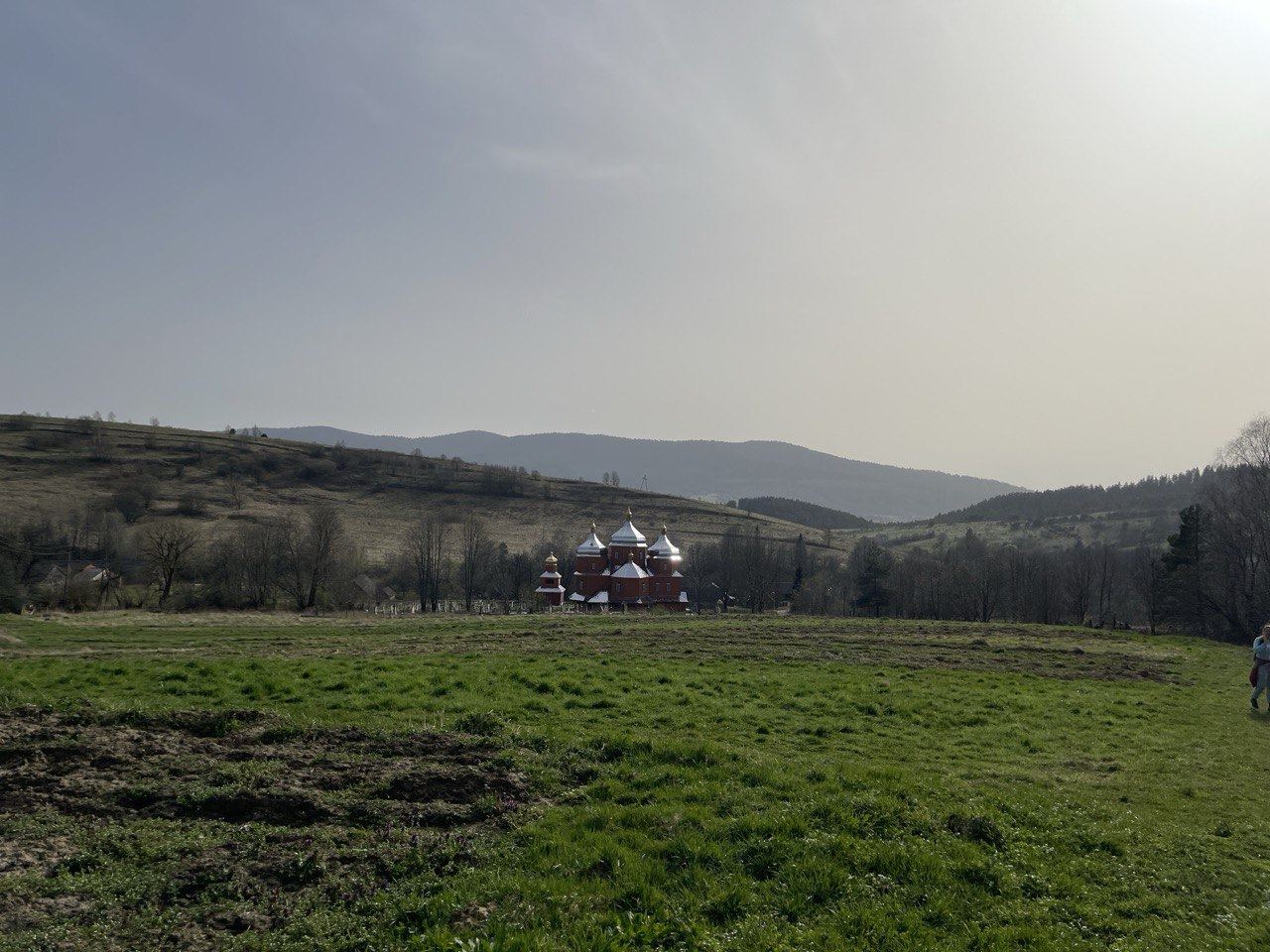
Плоске. Церква Св. Арх. Михаїла (1903). Світлина з проекту "БойкоМандри", 2024.

У 1903 році на місці давнішої звели нову дерев'яну хрещату триверху церкву, яка належить  до найкращих сакральний дерев’яних споруд у неоукраїнському стилі. Прообразом для неї, скоріш за все, став проєкт львівського архітектора Василя Нагірного, творця неоукраїнського архітектурного сакрального стилю в Галичині.
Восьмерики нави (більший), вівтаря і бабинця вкривають шоломові бані, увінчані ліхтарями з маківками. На п'ятисхилих дахах бокових рамен тез встановлені ліхтарі.
До 1946 р. належала до Жукотинського деканату Перемишльсько-Самбірсько-Сяницької єпархії УГКЦ. У 1946 р. о. Володимир Романюк (який був також адміністратором парафії у с. Мшанець) перейшов в РПЦ. Зачинена у 1962 році радянською владою церква стала чинною у 1989 році. 
Сьогодні належить до Старосамбірського деканату Самбірсько-Дрогобицької єпархії УГКЦ. 
Церква розташована на північній околиці села Плоске на пагорбі. На схід – розкинувся невеликий сільський цвинтар. 
Церква – хрещата трибанна орієнтована будівля, зведена зі смерекових брусів на кам’яному  підмурівку. До квадратової нави прилягають гранчастий вівтар, укорочені гранчасті бічні рамена та прямокутний бабинець. При вівтарі з двох боків розташовані невеликі прямокутні захристії. 
Наву вінчає цибуляста баня зі сліпим ліхтарем і маківкою, посаджена на великий світловий восьмерик. Подібні дещо менші бані на світлових восьмериках вінчають бабинець і вівтар. 
Бічні рамена вкриті п’ятисхилими дахами, їхні гребені на кінцях увінчані маківками. 
Церкву оперізує піддашшя, оперте на профільовані випусти зрубів.
Вхід у церкву влаштований в західній частині бабинця. 
Стіни надопасання шальовані вертикально дошками і лиштвами та завершені профільованим ґзимсом, прорізані півиркульно завершеними вікнами. 
Покриття верхів церкви замінили на металізовану бляху у 2010-2011(?) рр.
Стіни підопасання – відкритий зруб. Стіни всередині церкви - відкритий немальований зруб.
В інтер’єрі нава, бабинець і вівтар розкриті до зеніту куполів, в бічних раменах – зімкнені склепіння. Нава об’єднана з раменами високими лучковими арковими прорізами.
Хори, оперті на випусти, тягнуться в бабинці вздовж трьох стін, з виходом на західні стіни нави. Стіни всередині церкви - відкритий немальований зруб.
Іконостас початку ХХ ст. чотириярусний на арці, різьблений і золочений, з традиційною програмою. Ікони академічного письма, ймовірно котрогось з перемиських малярів. Царські двері без клейм, пишно різьблені з мотивами виноградної лози.
При північній стороні нави стоїть казальниця, одночасна з іконостасом. 
Зберігся феретрон (переносний двосторонній релігійний образ у декоративній рамі) зі зображеннями “Богоматері з Дитям” з одного боку та “Св. Миколою” з другого з датою “1862 рік” та ікона св. Миколи кінця XVIII ст. зі старої церкви.
На північний схід від церкви стоїть дерев'яна двоярусна дзвіниця, збудована 2007 року.
Покриття верхів церкви замінили на металізовану бляху у 2010-2011(?) рр.
Парафія с. Плоске, як і сусіднього с. Галівка, сьогодні є дочірніми від парафії Різдва Пресвятої Богородиці УГКЦ с. Мшанець.
Церква знаходиться на рівні 558 м над рівнем моря.
Зачинену у 1962 р. церкву відкрили для богослужінь у 1990 р.

## Криївка-схрон у церкві Св. Арх. Михаїла

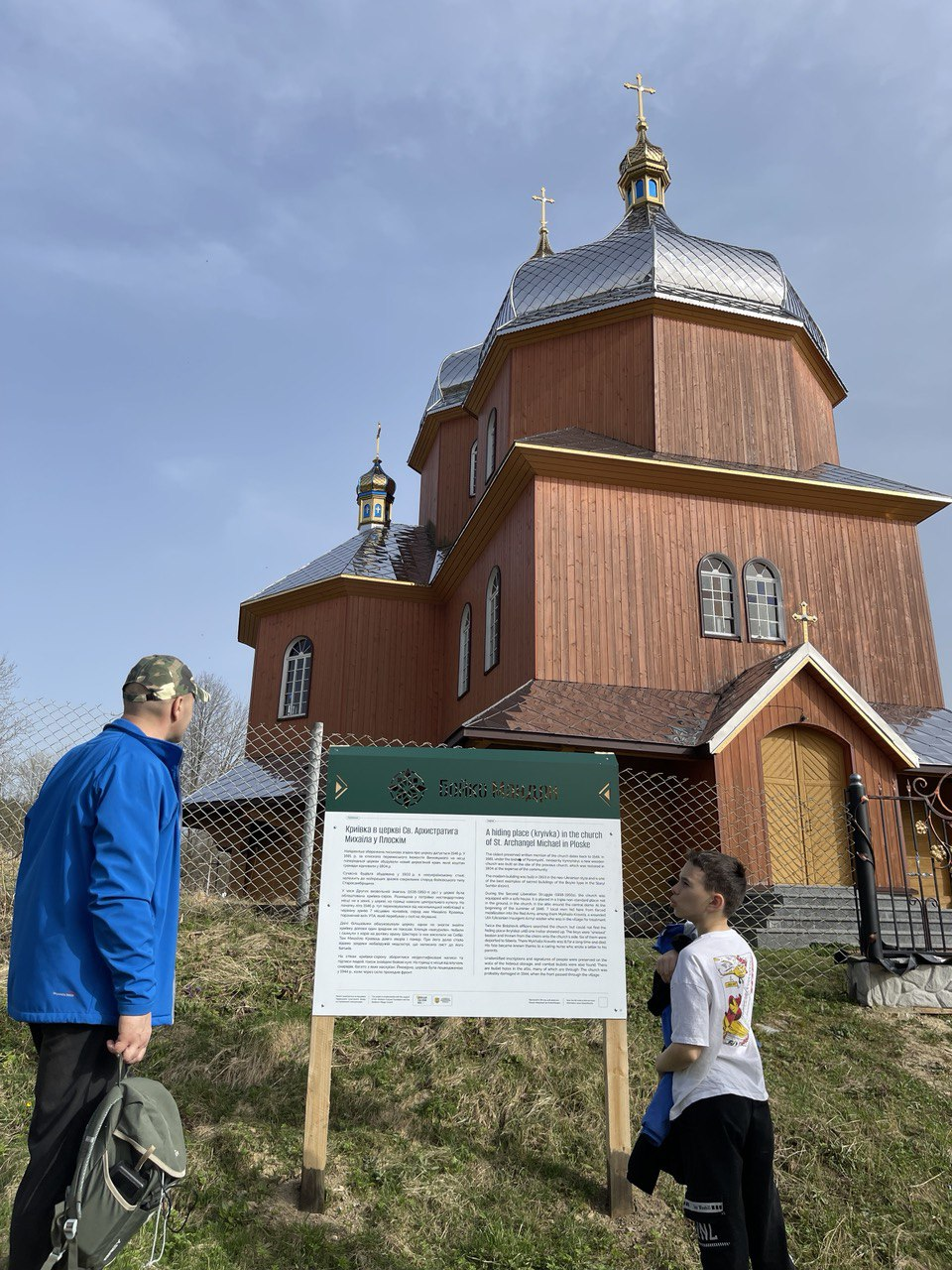
Стенд проекту "БойкоМандри" про Криївку-схрон в церкві Св. Арх. Михаїла у Плоскім. 2024.

Криївка, яка більше слугувала схроном, знаходиться у потрійно нестандартному місці: не в землі, у церкві, вздовж центрального куполу.   
За спогадами старожилів у часи радянської окупації в ній переховувалися місцеві хлопці від більшовиків, які робили облави та насильно мобілізували в окупаційну Червону Армію. Закликали їх до уникнення за всяку ціну мобілізації в радянську армію і воїни УПА, які провадили на цих теренах потужну повстанську боротьбу за самостійну Україну. Зокрема такої позиції притримувався легендарний командир тактичного відтинку "Маківка" групи УПА-Захід Степан Стебельський ("Хрін"), який воював на цих теренах у 1947-49 рр. 
На початку літа 1946 р. у селі була чергова облава більшовиків. Двічі вони приходили до церкви, але не змогли знайти схрону, хоч і знали від одного зрадника про його існування. Знайшли аж тоді, коли він їм показав.  

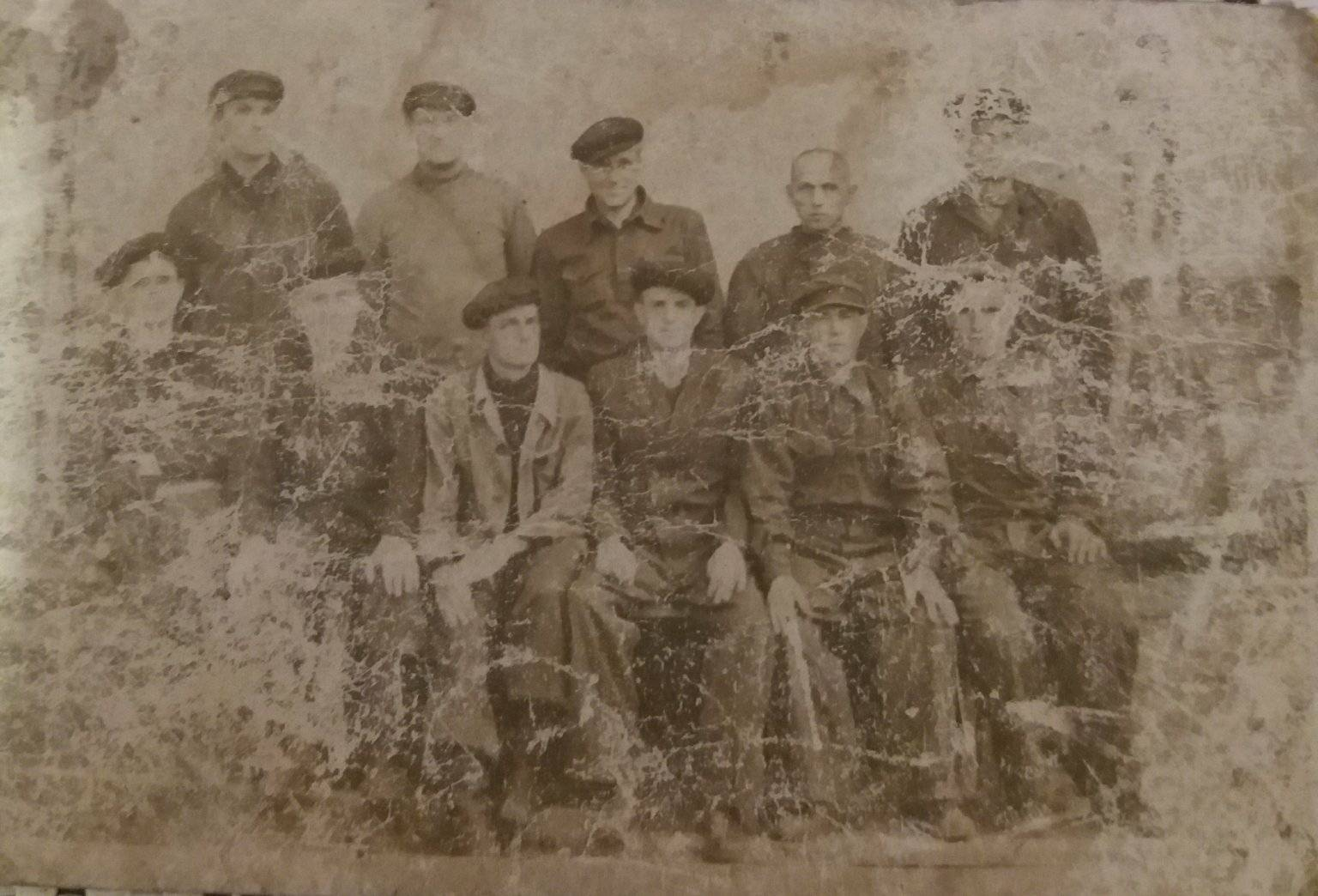
Терлецький Василь Іванович (без шапки, бо не вистачило) у Сибірі, виселений після облави на криївку-схрон у церкві Св. Арх. Михаїла у селі Плоске 1946 року.

У криївці-схроні на той час знаходилися 7 чоловіків: Лучкевич Лук’ян Якович (нар. 1903 р., за спогадами місцевих він навіть витягнув у схрон хомут для коней, щоб його не забрали більшовики), Терлецький Василь Іванович (нар. 1907 р.), Гудз Микола Максимович, Цицик Михайло Андрійович (нар. 1911 р.), Оленич Михайло Сенькович, Кравець Михайло Іванович (нар. прибл. 1920 р.), Лопушанський Микола.  
Михайло Кравець перед тим воював в УПА, і будучи пораненим, перебував у селі на лікуванні. В результаті облави їх "викурили" із криївки, побили на хорах і скинули з висоти на долівку храму. Той, хто їх зрадив (по-місцевому "замельдував"), скоріш за все розповів про те, що Михайло був українським повстанцем, оскільки саме його  найсильніше з усіх побили. Опісля 6 із них (окрім Михайла Цицика) виселили на Сибір. Там Михайло довго хворів, через поранення і побиття, перебував скоріш за все в тюремній лікарні, де і помер. Про його долю стало відомо завдяки небайдужій медсестрі, яка там перебувала і написала лист до його батьків.  
При прибиранні криївки студентами-першокурсниками УКУ 21.10.2023 р. в рамках університетської волонтерської практики, було знайдено патрони у криївці. При перекритті даху церкви теж знаходили цілі касети із 5-ма кулями всередині. На стінах криївки-схроні збереглися неідентифіковані написи та підписи людей. Також на стінах церкви та криївки досі є прорізи, звідки вилітали кулі. Ймовірно, церква була пошкодженою у 1944 р., коли через село проходив фронт.  

## Відомі люди
У селі народився Іван Ґудз – військовий інженер-винахідник австрійської армії (до Першої світової війни).

Друг "Люба" – дівчина-підпільниця з с. Плоске, про яку згадує командир тактичного відтинку ТВ-24 «Маківка» групи УПА-Захід Степан Стебельський "Хрін": 
Д. Люба з с. Плоске кулеметом відбиває ворога, коли той наскочив на бункер, відтак ранена, ножем порізала собі жили на руках і згинула.
Кравець Михайло Іванович (нар. прибл. 1920 р. у с. Плоске) – воїн УПА, на початку літа 1946 р. перебував у Плоскім на лікуванні після поранення. Разом з 6 місцевими чоловіками переховувався від більшовицької облави у криївці-схроні у церкві Св. Арх. Михаїла, де їх знайшли через зраду когось із місцевих. Висланий в Сибір, де після довготривалої хвороби помер у, скоріш за все, тюремній лікарні. 
Лучкевич Василь Миколайович "Граніт" (нар. 1921 р. у с. Плоске)  – загинув 13.12.1948 р. у с. Соснівка.
Лучкевич Степан Васильович "Граніт" (нар. 1923 р. у с. Плоске) – станичний. Загинув 19.08.1948 р. у лісі біля с. Потік.
Цицик Василь Миколайович "Вихор" (нар. 1925 р. у с. Плоске) – воював разом з командиром "Хріном". Загинув 18.05.1950 р. в лісі с. Плоске.
Калинич Михайло Іванович "Буревій", "Легенда" (нар. 1927 р. у с. Плоске) – пропагандист куща "Бурлака", загинув 18.08. 1948 у с. Тур’є.